# Менхенгладбах
Менхенгладбах град је у њемачкој савезној држави Северна Рајна-Вестфалија. Према процјени из 2010. у граду је живјело 258.251 становника.
Садашње границе град је добио 1. јануара 1975. када су му прикључени град Рејт (Rheydt, у то време 99.963 становника) и општина Викрат (Wickrath, 13.961 становника).

## Географски и демографски подаци
Град се налази на надморској висини од 70 метара. Површина општине износи 170,4 km².

## Становништво
У самом граду је, према процјени из 2010. године, живјело 258.251 становника. Просјечна густина становништва износи 1.515 становника/km².
Менхенгладбах лежи у равници, мада у њему постоји и неколико брежуљака. Највиша тачка је на 133 метра, а најнижа на 35 метара надморске висине. Велике површине су под шумама и парковима.
Налази се 16 километара западно од Рајне. На југу и истоку града протиче река Нирс. Она извире пар стотина метара од града и улива се у реку Меза у Холандији. У њу се улива поток Гладбах по којем град је добио име.

## Историја
Прва насеља у околини Менхенгладбаха су стара 300.000-400.000 година, а у њима су живели Хомо еректус и Неандерталци. Постоје многе гробне хумке из млађег каменог и бронзаног доба. У доба Римљана ова област је припадала провинцији Доња Германија.
Историја Менхенгладбаха почиње изградњом опатије 974. Подигао ју је келнски надбискуп Геро, са својим сарадницима. Прва црква је подигнута на месту где су Мађари 954. уништили цркву с почетка 9. века.
Опати су овде направили утврђење и пијацу у 12. веку. Место је добило градске привилегије у периоду 1364—1366. Подигнута су утврђења од камена која су одржавали грађани. До краја 18. века град је припадао Кнежевини Јилих.
Четвртг октобра 1794. француске револуционарне трупе су умарширале у град. Лева обала Рајне је 1801. проглашена за део Француске. Опатија је распуштена, а последњи монаси су је напустили 31. октобра 1802. Од 1798. до 1814. Гладбах је припадао француском Департману де ла Рер.
До краја 19. века град се звао Гладбах (раније и Глајдебах, Gleidebach). Године 1888. добио је име Миншен-Гладбах, или писано М. Гладбах, да би се разликовао од града Бергиш Гладбах.
Миншен-Гладбах је 1929. уједињен са градом Рејт у Гладбах-Рејт, да би се опет одвојио 1933. (по жељи Јозефа Гебелса који је био родом из Рејта).
Бомбардовања Менхенгладбаха у Другом светском рату почела су рано, британским нападом 11. маја 1940. на стамбене области града. Град је бомбардован много пута све до 1945, при чему је 65% града уништено. Године 1960. име града је добило данашњу форму: Менхенгладбах.

## Привреда
Индустријски развој Менхенгладбаха од средине 19. до средине 20. века заснивао се на текстилној индустрији. После Другог светског рата дошло је до структурне промене у индустрији, тако да данас град производи машине, трансформаторе, електронске апарате, храну и пиво.
На шест километара од града се налази Аеродром Диселдорф-Менхенгладбах, а нешто даље је међународни Аеродром Диселдорф.

## Спорт
Најпознатији спортски колектив Менхенгладбаха је Фудбалски клуб Борусија Менхенгладбах. Током 1970-их клуб је освојио 5 првенстава Немачке и 2 купа УЕФА. Њихов стадион се налази у „Борусија парку“. У првенству 2007—2008. клуб се пласирао из друге у прву Немачку лигу.
Најстарији фудбалски клуб у граду је 1. ФК Менхенгладбах.
У граду делују клуб америчког фудбала „Менхенгладбах меверикс“ (Die Mönchengladbach Mavericks) и прволигаш у хокеју на трави „Гладбахер ХТЦ“ (Gladbacher HTC, првак Немачке 2002).

## Култура
- Градска већница (бивши бенедиктински манастир), из 1663—1705, поново саграђена 1950.
- Градска већница у Рејту, изграђена 1894-96.
- Замак Рејт, основан 1060. године
- Опатија Светог Вита у Менхенгладбаху, с почетка 12. века (крипта), 1228-39. (базилика) и 1256-77. (хор)
- Позоришта у Крефелду и Менхенгладбаху изводи опере, мјузикле и позоришне комаде у позориштима оба града. Основан је 1950. године.
- Црква Свете Марије у Рејту, изграђена је између 1853. и 1855. године

## Галерија
- Музеј Абтајберг
- Главна железничка станица
- Стадион Борусија парк